# Горна Кабда
Горна Ка̀бда е село в Североизточна България. То се намира в община Търговище, област Търговище.

## География
Селото е полупланински тип, разположено върху рязко очертан хълмист терен с надморска височина около 500 m. Намира се на около 22 km югоизточно от град Попово, на около 20 km западно от град Търговище и 20 km северозападно от град Омуртаг.
Землището му граничи със землищата на селата Марчино, Пресиян, Коноп и Долна Кабда. Свързано е с асфалтови пътища с градовете Попово и Търговище и със селата Априлово, Конак, Марчино, Долна Кабда, и Пресиян. До град Омуртаг и селата Коноп, Моравка и Кошничари има черни пътища.
Образувано е от две махали: Горната и Долната.

## Кратка историческа справка
Най-старото споменаване на селото е в османо-турски данъчен регистър от XVII век под името Капдагъ. Тогава в селото живеели 50 пълнолетни българи, плащащи задължителния за християните данък джизие. Смята се, че под това име се разбират днешните две села Горна Кабда и Долна Кабда, които тогава са били едно село. Според документ от 1874 г. населението на село Кабда Горня вече е изцяло мохамеданско и се състояло от 30 къщи. Като такова го заварва и Освобождението на България.
До 1882 г. селото носело името Кабда Горня.
Мохамеданското население на селото се изселва в Турция на две вълни — през 1901 и 1904 г., а на неговото място се заселват българи от селата Конак и Ломци — 1901 г. През 1907 г. по-голямата част от работоспособното мъжко население на селото емигрира за Америка, откъдето се опитва да прехранва семействата си. По-късно по-голямата част от гурбетчиите се завръщат обратно в селото.
През 1922 — 1923 г. в селото се заселват шопи от Кюстендилските села, но повечето идват основно от село Мазарачево. Някои от тези нови преселници се заселват и в съседните на Горна Кабда села.
През 1961 г. в селото имало около 70 къщи, от които само 3 турски.
През 1965 — 1966 г. в селото са настанени и заселени мохамедани от Кърджалийско. По-голямата част на техните наследници живеят там.
Постепенно работоспособното българско население през 60-те – 70-те г. на XX век се изселва към близките градове Попово и Търговище, търсейки поминък и препитание в новооткритие заводи и предприятия. От селото има пресели семейства и във Велико Търново и Горна Оряховица.

Селото започва да се обезлюдява и днес там са останали съвсем малко много възрастни българи, отломки от старите конашки, ломски и шопски фамилии, които са вече малцинство сред останалото мохамеданско население, макар че и при него има сериозни миграции към Кърджали и Турция. 
По-големите стари местни родове на селото преди тяхното разпадане на по-малки са били: Бояджиовите, Гозмановите, Деньоолар, Калушоолте, Камбуроолте, Керчоолте, Коджамановите, Миоолуте, Мицоолу, Неделчовите (Неделчоолте – преселени от село Конак), Попкольовите (преселници от град Попово), Авджиеви (Авджувте — преселени от село Конак през 1901 г.) и др.
Днес селото се обслужва от магазините и др. на село Долна Кабда, което отстои на двадесетина минути нормален пеши ход от Горна Кабда по посока на град Попово.

## Население
Численост на населението според преброяванията през годините:
| \| Година на преброяване \| Численост \| \| --------------------- \| --------- \| \| 1934 \| 318 \| \| 1946 \| 345 \| \| 1956 \| 257 \| \| 1965 \| 245 \| \| 1975 \| 246 \| \| 1985 \| 193 \| \| 1992 \| 94 \| \| 2001 \| 72 \| \| 2011 \| 23 \| \| 2021 \| 24 \| |           |
| Година на преброяване | Численост |
| 1934 | 318       |
| 1946 | 345       |
| 1956 | 257       |
| 1965 | 245       |
| 1975 | 246       |
| 1985 | 193       |
| 1992 | 94        |
| 2001 | 72        |
| 2011 | 23        |
| 2021 | 24        |

### Етнически състав
Преброяване на населението през 2011 г.
Численост и дял на етническите групи според преброяването на населението през 2011 г.:
|                     | Численост | Дял (в %) |
| Общо                | 23        | 100.00    |
| Българи             | 6         | 26.08     |
| Турци               | 17        | 73.91     |
| Цигани              | 0         | 0.00      |
| Други               | 0         | 0.00      |
| Не се самоопределят | 0         | 0.00      |
| Неотговорили        | 0         | 0.00      |

## Религии
- Мюсюлманска;
- Християнска (източноправославна);

## Обществени институции
- Кметство;
- Библиотека (намира се в сградата на кметството);
- Читалището на селото е недействащо;

Във вече далечното минало селото е разполагало със свое собствено училище, в което децата са получавали основното си образование. Обикновено след това са продължавали да учат в съседното Пресиян. Сега сградата на кабденското училище е частна собственост. Църковен храм селото не успява да си построи. Християните се черкували в близкото село Александрово.

## Културни и природни забележителности
- Ранновизантийската крепост, намираща се на около 2 km югозападно от селото, изградена върху един от веригата хълмове, част от Преславската планина. Макар крепостта да се пада понастоящем в землището на село Долна Кабда, почти на границата със село Марчино и жителите на село Горна Кабда я смятат за своя забележителност.
- Селото е разполагало с туристическа хижа и стара (възстановена) воденица, намиращи се на север от него по посока на реката и на самата река. Днес тези обекти, изоставени и неподдържани от десетилетия са негодни за посещение.

## Личности
- Теню Христов Авджиев (1876-1913) – загинал в Балканската война като артилерист;
- Петър Иванов Неделчев – Кабдалията (1907-1944) – командир на Омуртагския партизански отряд.

## Галерия
- Сградата на кметството през 2008 г.
- Сградата на читалището през 2008 г.
- Сградата на закритото училище през 2008 г.